# Vägtjärnet, Dalsland
Vägtjärnet är en sjö i Melleruds kommun i Dalsland och ingår i Göta älvs huvudavrinningsområde.